# My special prayer
My special prayer is een ballad die werd geschreven door Wini Schott. Het lied werd voor het eerst uitgebracht op een single van Arthur Prysock (1963). Van het nummer verschenen een groot aantal covers, met onder meer een grote hit voor Percy Sledge (1969 en 1974). Ook verscheen er nog een bescheiden hit van de Nederlandse muziekgroep Big, Black & Beautiful in 2008. Daarnaast verschenen nog verschillende andere covers in buitenlandse hitlijsten.
Het lied gaat over een man die een koor het lied Ave Maria hoort zingen. Hij zingt het met zijn hele hart mee. Hij zendt een speciaal gebed mee naar de hemel, met de wens dat zijn geliefde bij hem terug zal komen.

## Covers
Het lied werd een verscheidene malen gecoverd. Onder "hitlijsten" staan de hitsingles vermeld. Verder verschenen nog Engelstalige singles van The Pioneers (1977), Winston Jones (1977) en Piet Veerman (1992). Daarnaast verschenen er vele versies op een elpee of CD zoals van Jan Keizer (Going back in time II, 2003).
Nederlandse teksten verschenen er van Koos Alberts als Enkele reis (1985) in Nederland en van Tony Servi als Hemel help mij (1992) in Vlaanderen. In het Fries verscheen van Rommy verder nog Ave Maria (2006) en in het Duits de single Mein ave Maria (1969) van de zanger Napoleon Jr.

## Hitlijsten
Hitsingles in de Verenigde Staten waren van Joe Simon (1967) (Billboard Hot 100, nummer 14, 1967), Archie Campbell & Lorene Mann (Billboard Country, nummer 3, 1969), Percy Sledge (Hot 100, nummer 8, 1969) en The Texas Balladeer (Country, nummer 1, 1980).
De single van Percy Sledge (1969) kwam in Nederland op nummer 1 en in België op nummer 4 terecht. Verder kwam er in 2008 nog een cover van de Nederlandse zangroep Big, Black & Beautiful in de Single Top 100.

## Percy Sledge
In 1969 bracht Percy Sledge My special prayer uit op een single die zowel de Nederlandse als Belgische hitlijsten bereikte. Hierna bracht hij het nummer hier nog drie maal uit. In 1974 haalde hij daar opnieuw de hitlijsten mee. Hij had het nummer in 1966 al eens op de elpee The Percy Sledge way gezet die een jaar later ook in Nederland en België verkrijgbaar was.

### Nederland en België (1969)
| "My special prayer" in de Nederlandse Top 40 van 06-09-1969 t/m 24-01-1970 | "My special prayer" in de Nederlandse Top 40 van 06-09-1969 t/m 24-01-1970 | "My special prayer" in de Nederlandse Top 40 van 06-09-1969 t/m 24-01-1970 | "My special prayer" in de Nederlandse Top 40 van 06-09-1969 t/m 24-01-1970 | "My special prayer" in de Nederlandse Top 40 van 06-09-1969 t/m 24-01-1970 | "My special prayer" in de Nederlandse Top 40 van 06-09-1969 t/m 24-01-1970 | "My special prayer" in de Nederlandse Top 40 van 06-09-1969 t/m 24-01-1970 | "My special prayer" in de Nederlandse Top 40 van 06-09-1969 t/m 24-01-1970 | "My special prayer" in de Nederlandse Top 40 van 06-09-1969 t/m 24-01-1970 | "My special prayer" in de Nederlandse Top 40 van 06-09-1969 t/m 24-01-1970 | "My special prayer" in de Nederlandse Top 40 van 06-09-1969 t/m 24-01-1970 | "My special prayer" in de Nederlandse Top 40 van 06-09-1969 t/m 24-01-1970 | "My special prayer" in de Nederlandse Top 40 van 06-09-1969 t/m 24-01-1970 | "My special prayer" in de Nederlandse Top 40 van 06-09-1969 t/m 24-01-1970 | "My special prayer" in de Nederlandse Top 40 van 06-09-1969 t/m 24-01-1970 | "My special prayer" in de Nederlandse Top 40 van 06-09-1969 t/m 24-01-1970 | "My special prayer" in de Nederlandse Top 40 van 06-09-1969 t/m 24-01-1970 | "My special prayer" in de Nederlandse Top 40 van 06-09-1969 t/m 24-01-1970 | "My special prayer" in de Nederlandse Top 40 van 06-09-1969 t/m 24-01-1970 | "My special prayer" in de Nederlandse Top 40 van 06-09-1969 t/m 24-01-1970 | "My special prayer" in de Nederlandse Top 40 van 06-09-1969 t/m 24-01-1970 | "My special prayer" in de Nederlandse Top 40 van 06-09-1969 t/m 24-01-1970 | "My special prayer" in de Nederlandse Top 40 van 06-09-1969 t/m 24-01-1970 |
| Week                                                                       | 1                                                                          | 2                                                                          | 3                                                                          | 4                                                                          | 5                                                                          | 6                                                                          | 7                                                                          | 8                                                                          | 9                                                                          | 10                                                                         | 11                                                                         | 12                                                                         | 13                                                                         | 14                                                                         | 15                                                                         | 16                                                                         | 17                                                                         | 18                                                                         | 19                                                                         | 20                                                                         | 21                                                                         |                                                                            |
| -------------------------------------------------------------------------- | -------------------------------------------------------------------------- | -------------------------------------------------------------------------- | -------------------------------------------------------------------------- | -------------------------------------------------------------------------- | -------------------------------------------------------------------------- | -------------------------------------------------------------------------- | -------------------------------------------------------------------------- | -------------------------------------------------------------------------- | -------------------------------------------------------------------------- | -------------------------------------------------------------------------- | -------------------------------------------------------------------------- | -------------------------------------------------------------------------- | -------------------------------------------------------------------------- | -------------------------------------------------------------------------- | -------------------------------------------------------------------------- | -------------------------------------------------------------------------- | -------------------------------------------------------------------------- | -------------------------------------------------------------------------- | -------------------------------------------------------------------------- | -------------------------------------------------------------------------- | -------------------------------------------------------------------------- | -------------------------------------------------------------------------- |
| Positie                                                                    | 32                                                                         | 19                                                                         | 8                                                                          | 6                                                                          | 4                                                                          | 2                                                                          | 1                                                                          | 1                                                                          | 1                                                                          | 1                                                                          | 1                                                                          | 2                                                                          | 2                                                                          | 4                                                                          | 4                                                                          | 7                                                                          | 11                                                                         | 15                                                                         | 19                                                                         | 27                                                                         | 29                                                                         | uit                                                                        |

| "My special prayer" in de Nederlandse Hilversum 3 Top 30 van 13-09-1969 t/m 24-01-1970 | "My special prayer" in de Nederlandse Hilversum 3 Top 30 van 13-09-1969 t/m 24-01-1970 | "My special prayer" in de Nederlandse Hilversum 3 Top 30 van 13-09-1969 t/m 24-01-1970 | "My special prayer" in de Nederlandse Hilversum 3 Top 30 van 13-09-1969 t/m 24-01-1970 | "My special prayer" in de Nederlandse Hilversum 3 Top 30 van 13-09-1969 t/m 24-01-1970 | "My special prayer" in de Nederlandse Hilversum 3 Top 30 van 13-09-1969 t/m 24-01-1970 | "My special prayer" in de Nederlandse Hilversum 3 Top 30 van 13-09-1969 t/m 24-01-1970 | "My special prayer" in de Nederlandse Hilversum 3 Top 30 van 13-09-1969 t/m 24-01-1970 | "My special prayer" in de Nederlandse Hilversum 3 Top 30 van 13-09-1969 t/m 24-01-1970 | "My special prayer" in de Nederlandse Hilversum 3 Top 30 van 13-09-1969 t/m 24-01-1970 | "My special prayer" in de Nederlandse Hilversum 3 Top 30 van 13-09-1969 t/m 24-01-1970 | "My special prayer" in de Nederlandse Hilversum 3 Top 30 van 13-09-1969 t/m 24-01-1970 | "My special prayer" in de Nederlandse Hilversum 3 Top 30 van 13-09-1969 t/m 24-01-1970 | "My special prayer" in de Nederlandse Hilversum 3 Top 30 van 13-09-1969 t/m 24-01-1970 | "My special prayer" in de Nederlandse Hilversum 3 Top 30 van 13-09-1969 t/m 24-01-1970 | "My special prayer" in de Nederlandse Hilversum 3 Top 30 van 13-09-1969 t/m 24-01-1970 | "My special prayer" in de Nederlandse Hilversum 3 Top 30 van 13-09-1969 t/m 24-01-1970 | "My special prayer" in de Nederlandse Hilversum 3 Top 30 van 13-09-1969 t/m 24-01-1970 | "My special prayer" in de Nederlandse Hilversum 3 Top 30 van 13-09-1969 t/m 24-01-1970 | "My special prayer" in de Nederlandse Hilversum 3 Top 30 van 13-09-1969 t/m 24-01-1970 | "My special prayer" in de Nederlandse Hilversum 3 Top 30 van 13-09-1969 t/m 24-01-1970 | "My special prayer" in de Nederlandse Hilversum 3 Top 30 van 13-09-1969 t/m 24-01-1970 |
| Week                                                                                   | 1                                                                                      | 2                                                                                      | 3                                                                                      | 4                                                                                      | 5                                                                                      | 6                                                                                      | 7                                                                                      | 8                                                                                      | 9                                                                                      | 10                                                                                     | 11                                                                                     | 12                                                                                     | 13                                                                                     | 14                                                                                     | 15                                                                                     | 16                                                                                     | 17                                                                                     | 18                                                                                     | 19                                                                                     | 20                                                                                     |                                                                                        |
| -------------------------------------------------------------------------------------- | -------------------------------------------------------------------------------------- | -------------------------------------------------------------------------------------- | -------------------------------------------------------------------------------------- | -------------------------------------------------------------------------------------- | -------------------------------------------------------------------------------------- | -------------------------------------------------------------------------------------- | -------------------------------------------------------------------------------------- | -------------------------------------------------------------------------------------- | -------------------------------------------------------------------------------------- | -------------------------------------------------------------------------------------- | -------------------------------------------------------------------------------------- | -------------------------------------------------------------------------------------- | -------------------------------------------------------------------------------------- | -------------------------------------------------------------------------------------- | -------------------------------------------------------------------------------------- | -------------------------------------------------------------------------------------- | -------------------------------------------------------------------------------------- | -------------------------------------------------------------------------------------- | -------------------------------------------------------------------------------------- | -------------------------------------------------------------------------------------- | -------------------------------------------------------------------------------------- |
| Positie                                                                                | 24                                                                                     | 12                                                                                     | 4                                                                                      | 4                                                                                      | 2                                                                                      | 1                                                                                      | 1                                                                                      | 1                                                                                      | 2                                                                                      | 3                                                                                      | 2                                                                                      | 2                                                                                      | 5                                                                                      | 7                                                                                      | 9                                                                                      | 14                                                                                     | 18                                                                                     | 18                                                                                     | 26                                                                                     | 26                                                                                     | uit                                                                                    |

| "My special prayer" in de Vlaamse Ultratop 30 van 15-11-1969 t/m 17-01-1970 | "My special prayer" in de Vlaamse Ultratop 30 van 15-11-1969 t/m 17-01-1970 | "My special prayer" in de Vlaamse Ultratop 30 van 15-11-1969 t/m 17-01-1970 | "My special prayer" in de Vlaamse Ultratop 30 van 15-11-1969 t/m 17-01-1970 | "My special prayer" in de Vlaamse Ultratop 30 van 15-11-1969 t/m 17-01-1970 | "My special prayer" in de Vlaamse Ultratop 30 van 15-11-1969 t/m 17-01-1970 | "My special prayer" in de Vlaamse Ultratop 30 van 15-11-1969 t/m 17-01-1970 | "My special prayer" in de Vlaamse Ultratop 30 van 15-11-1969 t/m 17-01-1970 | "My special prayer" in de Vlaamse Ultratop 30 van 15-11-1969 t/m 17-01-1970 | "My special prayer" in de Vlaamse Ultratop 30 van 15-11-1969 t/m 17-01-1970 | "My special prayer" in de Vlaamse Ultratop 30 van 15-11-1969 t/m 17-01-1970 | "My special prayer" in de Vlaamse Ultratop 30 van 15-11-1969 t/m 17-01-1970 |
| Week                                                                        | 1                                                                           | 2                                                                           | 3                                                                           | 4                                                                           | 5                                                                           | 6                                                                           | 7                                                                           | 8                                                                           | 9                                                                           | 10                                                                          |                                                                             |
| --------------------------------------------------------------------------- | --------------------------------------------------------------------------- | --------------------------------------------------------------------------- | --------------------------------------------------------------------------- | --------------------------------------------------------------------------- | --------------------------------------------------------------------------- | --------------------------------------------------------------------------- | --------------------------------------------------------------------------- | --------------------------------------------------------------------------- | --------------------------------------------------------------------------- | --------------------------------------------------------------------------- | --------------------------------------------------------------------------- |
| Positie                                                                     | 10                                                                          | 4                                                                           | 4                                                                           | 4                                                                           | 4                                                                           | 7                                                                           | 7                                                                           | 11                                                                          | 15                                                                          | 19                                                                          | uit                                                                         |

### Nederland en België (1974)
| Positie | 32 | 22 | 12 | 7 | 3 | 3 | 6 | 12 | 25 | 32 | 40 | uit |

| Positie | 20 | 10 | 5 | 4 | 5 | 7 | 17 | uit |

| "My special prayer" in de Vlaamse Ultratop 30 van 28-12-1974 t/m 15-02-1975 | "My special prayer" in de Vlaamse Ultratop 30 van 28-12-1974 t/m 15-02-1975 | "My special prayer" in de Vlaamse Ultratop 30 van 28-12-1974 t/m 15-02-1975 | "My special prayer" in de Vlaamse Ultratop 30 van 28-12-1974 t/m 15-02-1975 | "My special prayer" in de Vlaamse Ultratop 30 van 28-12-1974 t/m 15-02-1975 | "My special prayer" in de Vlaamse Ultratop 30 van 28-12-1974 t/m 15-02-1975 | "My special prayer" in de Vlaamse Ultratop 30 van 28-12-1974 t/m 15-02-1975 | "My special prayer" in de Vlaamse Ultratop 30 van 28-12-1974 t/m 15-02-1975 | "My special prayer" in de Vlaamse Ultratop 30 van 28-12-1974 t/m 15-02-1975 | "My special prayer" in de Vlaamse Ultratop 30 van 28-12-1974 t/m 15-02-1975 |
| Week                                                                        | 1                                                                           | 2                                                                           | 3                                                                           | 4                                                                           | 5                                                                           | 6                                                                           | 7                                                                           | 8                                                                           |                                                                             |
| --------------------------------------------------------------------------- | --------------------------------------------------------------------------- | --------------------------------------------------------------------------- | --------------------------------------------------------------------------- | --------------------------------------------------------------------------- | --------------------------------------------------------------------------- | --------------------------------------------------------------------------- | --------------------------------------------------------------------------- | --------------------------------------------------------------------------- | --------------------------------------------------------------------------- |
| Positie                                                                     | 26                                                                          | 11                                                                          | 8                                                                           | 5                                                                           | 5                                                                           | 4                                                                           | 9                                                                           | 16                                                                          | uit                                                                         |

| "My special prayer" in de Vlaamse VRT Top 30 van 04-01-1975 t/m 15-02-1975 | "My special prayer" in de Vlaamse VRT Top 30 van 04-01-1975 t/m 15-02-1975 | "My special prayer" in de Vlaamse VRT Top 30 van 04-01-1975 t/m 15-02-1975 | "My special prayer" in de Vlaamse VRT Top 30 van 04-01-1975 t/m 15-02-1975 | "My special prayer" in de Vlaamse VRT Top 30 van 04-01-1975 t/m 15-02-1975 | "My special prayer" in de Vlaamse VRT Top 30 van 04-01-1975 t/m 15-02-1975 | "My special prayer" in de Vlaamse VRT Top 30 van 04-01-1975 t/m 15-02-1975 | "My special prayer" in de Vlaamse VRT Top 30 van 04-01-1975 t/m 15-02-1975 | "My special prayer" in de Vlaamse VRT Top 30 van 04-01-1975 t/m 15-02-1975 |
| Week                                                                       | 1                                                                          | 2                                                                          | 3                                                                          | 4                                                                          | 5                                                                          | 6                                                                          | 7                                                                          |                                                                            |
| -------------------------------------------------------------------------- | -------------------------------------------------------------------------- | -------------------------------------------------------------------------- | -------------------------------------------------------------------------- | -------------------------------------------------------------------------- | -------------------------------------------------------------------------- | -------------------------------------------------------------------------- | -------------------------------------------------------------------------- | -------------------------------------------------------------------------- |
| Positie:                                                                   | 5                                                                          | 4                                                                          | 2                                                                          | 5                                                                          | 5                                                                          | 14                                                                         | 14                                                                         | uit                                                                        |

### Evergreen Top 1000
| Evergreen Top 1000 "My Special Prayer" | Evergreen Top 1000 "My Special Prayer" | Evergreen Top 1000 "My Special Prayer" | Evergreen Top 1000 "My Special Prayer" | Evergreen Top 1000 "My Special Prayer" | Evergreen Top 1000 "My Special Prayer" | Evergreen Top 1000 "My Special Prayer" | Evergreen Top 1000 "My Special Prayer" | Evergreen Top 1000 "My Special Prayer" | Evergreen Top 1000 "My Special Prayer" | Evergreen Top 1000 "My Special Prayer" | Evergreen Top 1000 "My Special Prayer" | Evergreen Top 1000 "My Special Prayer" | Evergreen Top 1000 "My Special Prayer" | Evergreen Top 1000 "My Special Prayer" | Evergreen Top 1000 "My Special Prayer" | Evergreen Top 1000 "My Special Prayer" |
| Jaar                                   | 2008                                   | 2009                                   | 2010                                   | 2011                                   | 2012                                   | 2013                                   | 2014                                   | 2015                                   | 2016                                   | 2017                                   | 2018                                   | 2019                                   | 2020                                   | 2021                                   | 2022                                   | 2023                                   |
| -------------------------------------- | -------------------------------------- | -------------------------------------- | -------------------------------------- | -------------------------------------- | -------------------------------------- | -------------------------------------- | -------------------------------------- | -------------------------------------- | -------------------------------------- | -------------------------------------- | -------------------------------------- | -------------------------------------- | -------------------------------------- | -------------------------------------- | -------------------------------------- | -------------------------------------- |
| Positie                                | 199                                    | 172                                    | 177                                    | 177                                    | 156                                    | 90                                     | 104                                    | 84                                     | 149                                    | 134                                    | 146                                    | 172                                    | 163                                    | 136                                    | 136                                    | 157                                    |

### NPO Radio 2 Top 2000
| Nummer met noteringen in de NPO Radio 2 Top 2000 | '99 | '00  | '01  | '02  | '03  | '04 | '05 | '06 | '07  | '08 | '09  | '10  | '11  | '12  | '13  | '14  | '15  |
| ------------------------------------------------ | --- | ---- | ---- | ---- | ---- | --- | --- | --- | ---- | --- | ---- | ---- | ---- | ---- | ---- | ---- | ---- |
| My Special Prayer                                | 666 | 1184 | 1724 | 1294 | 1147 | 924 | 795 | 976 | 1071 | 987 | 1334 | 1270 | 1370 | 1548 | 1780 | 1852 | 1721 |

1. ↑  Een vetgedrukt getal geeft de hoogste notering aan.
2. ↑  Deze tabel is bijgewerkt tot en met de laatste editie (2024).

## Big, Black & Beautiful
De Nederlandse zangroep Big, Black & Beautiful bracht het nummer in december 2008 nogmaals uit. Het stond vier weken in de Single Top 100 met nummer 53 als hoogste notering.
| "My special prayer" in de Vlaamse Single Top 100 van 13-12-2008 t/m 24-01-2009 | "My special prayer" in de Vlaamse Single Top 100 van 13-12-2008 t/m 24-01-2009 | "My special prayer" in de Vlaamse Single Top 100 van 13-12-2008 t/m 24-01-2009 | "My special prayer" in de Vlaamse Single Top 100 van 13-12-2008 t/m 24-01-2009 | "My special prayer" in de Vlaamse Single Top 100 van 13-12-2008 t/m 24-01-2009 | "My special prayer" in de Vlaamse Single Top 100 van 13-12-2008 t/m 24-01-2009 |
| Week                                                                           | 1                                                                              | 2                                                                              | 3                                                                              | 4                                                                              |                                                                                |
| ------------------------------------------------------------------------------ | ------------------------------------------------------------------------------ | ------------------------------------------------------------------------------ | ------------------------------------------------------------------------------ | ------------------------------------------------------------------------------ | ------------------------------------------------------------------------------ |
| Positie:                                                                       | 93                                                                             | 85                                                                             | 53                                                                             | 88                                                                             | uit                                                                            |